# 阿當馬·查奧爾 (1990年)
阿當馬·查奧爾（英語：Adama Traoré，1990年2月3日—）是科特迪瓦的職業足球運動員，司職左後衛 / 左中場 / 翼鋒，現效力於澳大利亞職業足球聯賽球隊墨爾本勝利。

## 榮譽
科特迪瓦U20:
- 西非經濟貨幣聯盟盃 (U-20): 冠軍 2007[2]

個人:
- 黃金海岸聯 明日之星: 2009-10

## 外部連結
- Melbourne Victory profile